# Torre dei Galluzzi

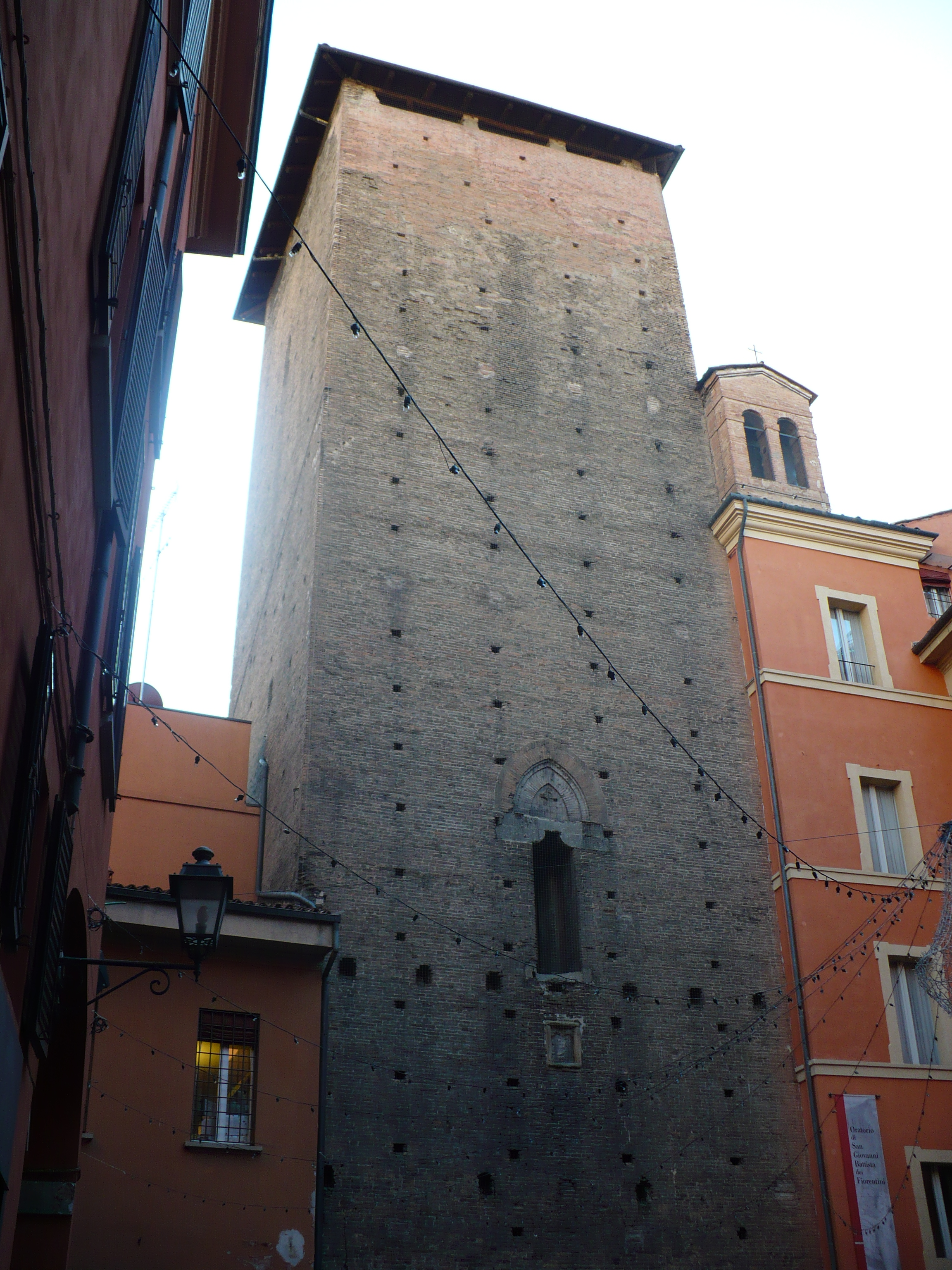
Torre dei Galluzzi im Corte dei Galluzzi

Die Torre dei Galluzzi ist einer der etwa 20 Geschlechtertürme, die es noch im historischen Zentrum von Bologna in der italienischen Region Emilia-Romagna gibt.

## Beschreibung
Der Turm im Inneren des Corte dei Galluzzi, wenige Schritte von der Piazza Maggiore, ist heute etwa 30 Meter hoch, auch wenn die bemerkenswerte Dicke der Mauern an der Basis (3,1 Meter) anzeigt, dass er vermutlich höher war oder dies zumindest nach den ursprünglichen Plänen hätte sein sollen. Neben dem Turm liegt das Kloster San Giovanni Battista dei Fiorentini.
Der Bau des Turms begann im Jahre 1257; des handelt sich also um den modernsten Turm, der bis in unsere Tage erhalten ist. Der Turm war Teil eines einzigartigen Gebäudekerns, der auch aus den Wohnräumen und der Privatkapelle des Eigentümers bestand. Die heutige Tür im Erdgeschoss (die mit 11 Reihen von Selenitblöcken verkleidet ist), wurde erst kürzlich eingebaut: Die ursprüngliche Eingangstür fand sich in etwa 10 Meter Höhe und verband den Turm mit einem Holzhaus, das hinten an ihn angebaut war. Die Öffnungen, in die die Balken für die Verbindungsbalustrade eingebracht waren, sind an der Fassade deutlich sichtbar. Über der Tür ist ein Spitzbogen angebracht, ein weiteres Zeugnis der relativen Modernität dieses Turms, den die Bögen an den anderen Türmen in der Stadt sind Rundbögen, somit also älterer Bauart. Die Stufe am Eingang zeigte später sichtbare Zeichen der Abnutzung, besonders an ihrem nach Osten gerichteten Teil.

## Geschichte
Die Galluzzos oder Galluzzi waren eine einflussreiche guelfische Familie in Bologna. Auf Dokumenten aus dem 13. Jahrhundert wurden sie auch als Galluzzo di Capramozza erwähnt. Rolandino Galluzzo war im 12. Jahrhundert dreimal Konsul der Stadt. Die treuen Unterstützer des Papsttums stritten sich viele Male mit den ghibellinischen Familien, insbesondere mit den Carbonesis. Die heutige Torre dei Galluzzi wurde auch „neuer Turm“ genannt, um sie vom „alten Turm“ zu unterscheiden, den die Familie an der Einmündung der Via d’Azeglio in die Piazza Maggiore hatte bauen lassen und der heute nicht mehr existiert. Die Torre dei Galluzzi bildet zusammen mit der Torre degli Azzoguidi und der Torre dei Prendiparte die sogenannte Triade dei Grattacieli Medievali (dt.: Triade der mittelalterlichen Wolkenkratzer) von Bologna. Die drei Familien, die sie erbauen ließen, waren alle Guelfen und wohnten an strategischen Punkten der Stadt.
Die Galluzzi waren nach einer vermutlich romantisierten Geschichte auch Protagonisten eines Vorfalls ähnlich dem von Romeo und Julia: Ein junges Mädchen der Familie verliebte sich in einen Spross der verhassten Familie Carbonesi und die beiden heirateten im Verborgenen. Als die Brüder des Mädchens dies entdeckten, brachten sie beide um, wobei sie sogar den Selbstmord ihrer Schwester vortäuschten, die erhängt aufgefunden wurde.